# Dina Vinhofvers
Dina Vinhofvers, född 1620 i Köpenhamn, död där den 7 juli 1651, var en dansk silkesarbetare. Hon är känd för sin roll i en påstådd konspiration mot kung Fredrik III av Danmark 1650–1651. Hon är också föremål för en pjäs. 

## Biografi
Dina Vinhofvers var barn till tyska föräldrar. Hon var gift med en David Schumacher (död 1650) i Holstein, med vilken hon hade en dotter född runt 1640. Hon vistades en kort period i Lübeck innan hon återvände till Danmark under 1640-talet tillsammans med sin älskare, löjtnant Jørgen Walter. Hon bodde utanför Nørreport med sin mor, dotter och styvfadern sidenarbetaren Samson Gertzen och försörjde sig genom att stryka siden, men utpekades också för prostitution. 
År 1650 uppgav hon att hon hört Corfitz Ulfeldt och Leonora Christina planlägga ett mord på monarken. Hon uppgav även Ulfeldt som far till det barn hon väntade. Den som låg bakom dessa anklagelser tros ha varit Jørgen Walter, som troligen var barnets far; Walter var en av kungens favoriter och stod nära Ulfeldts rival Christian Rantzau. År 1651 mötte Vinhofvers Leonora Christina och Ulfeldts biktfar Simon Hennings och informerade dem om att Walter planerade att mörda paret Ulfeldt. 
Paret Ulfeldt informerade kungen, som arresterade Vinhofvers och gjorde affären offentlig. Ulfeldt friades från anklagelserna. Dina Vinhofvers satt fängslad på Köpenhamns slott och dömdes till döden för hennes anklagelse mot Ulfeldt; hon hävdade då att denna varit fabrikerad av Walter. Hon avrättades genom halshuggning sommaren 1651.
Dina Vinhofvers är föremål för pjäsen Dina av Adam Oehlenschläger (1842).